# Mark Bingham
Mark Kendall Bingham (ur. 22 maja 1970 w Phoenix, zm. 11 września 2001 w Shanksville) – amerykański specjalista w zakresie public relations, jedna z ofiar ataków terrorystycznych z 11 września 2001.

## Życiorys
W Los Gatos, gdzie uczył się do 1988 roku, był kapitanem szkolnej drużyny rugby. Po ukończeniu szkoły w 1988 roku rozpoczął studia na Uniwersytecie Kalifornijskim w Berkeley, był wówczas przewodniczącym stowarzyszenia studentów. W college’u grał w akademickiej drużynie rugby, która w tym czasie dwukrotnie zdobyła tytuł mistrzowski w 1991 i 1993 roku. Był zawodnikiem o atletycznej budowie: 193 cm i 102 kg. Uprawiał sporty ekstremalne, m.in. brał udział w biegu byków w Pampelunie i skakał do morza z hawajskich skał. Pod koniec lat 90. założył własną firmę The Bingham Group.
Zginął tragicznie w wieku 31 lat na pokładzie samolotu United Airlines, który rozbił się nieopodal Shanksville, kiedy terroryści utracili panowanie nad porwanym Boeingiem. Uważa się, że Bingham był w grupie pasażerów, którzy szturmem wtargnęli do kokpitu, aby zapobiec wykorzystaniu samolotu przez porywaczy do uderzenia w obiekt na terenie Waszyngtonu i tym samym udaremnili zamiar terrorystów. Według relacji matki Marka Binghama – Alice Hoglan – 15 minut przed tragedią syn rozmawiał z nią przez telefon komórkowy, dowiedział się, że dwa samoloty uderzyły w World Trade Center, a kolejny w Pentagon. Sam zaś przekazał matce informację o sytuacji, jaka zaistniała na pokładzie samolotu, którym leciał.
Mark Bingham został upamiętniony w pięciu filmach:
- Lot 93 (2006) w roli Marka Binghama Cheyenne Jackson
- Lot 93 z Newark (2006, film telewizyjny) w roli Marka Binghama Ty Olsson
- The Flight That Fought Back (2005, film telewizyjny) w roli Marka Binghama Jason LeGrande
- Let’s Roll: The Story of Flight 93 (2002, film telewizyjny) w roli Marka Binghama Gil Kolirin
- 11 Września. Dzień z życia Ameryki. (2021, serial telewizyjny) Mark Bingham został upamiętnony. Produkcja National Geographic.

W uznaniu zasług, za czyn bezinteresownej odwagi i najwyższej ofiary, na wniosek prezydenta Stanów Zjednoczonych, Kongres Stanów Zjednoczonych odznaczył pośmiertnie Marka Binghama najwyższym cywilnym odznaczeniem nadawanym przez Kongres – Złotym Medalem Kongresu (Congressional Gold Medal).
Mark Bingham był gejem. Matka potwierdza, że syn dokonał coming outu już w 1991 roku, kiedy miała nastawienie raczej antygejowskie. Orientacja homoseksualna Binghama była komentowana w prasie na całym świecie, szczególnie w kontekście przypisywanych mu czynów. New York Times podkreślił, że Mark Bingham stał się również ikoną pośród gejów. Międzynarodowa Organizacja Gay Rugby ogłosiła, że w Dublinie będzie rozgrywany Puchar Marka Binghama. Wydarzenie to jest popierane przez Irlandzki Związek Rugby.
Pośmiertnie został wybrany człowiekiem roku 2001 pisma „The Advocate”.